# Brian Shawe-Taylor
Brian Shawe-Taylor (28 de janeiro de 1915 – 1 de maio de 1999) foi um automobilista britânico nascido na Irlanda que participou do GP da Grã-Bretanha de 1950 e 1951 de Fórmula 1.